# Empire toucouleur
1848–1893
Entités précédentes :
- Royaume bambara de Ségou
- Royaume bambara du Kaarta
- Empire du Macina
- Imamat du Fouta-Djalon

Entités suivantes :
- Afrique-Occidentale française

L'Empire toucouleur est un ancien État d'Afrique fondé au XIXe siècle par El Hadj Oumar Tall, de l’ethnie toucouleur, sur une partie de l’actuel Mali.

## Histoire
Oumar Tall revient d’un pèlerinage à La Mecque en 1836 avec les titres d’El Hadj et de Calife de la confrérie Tijaniyya pour la région du Soudan. Après avoir séjourné dans le massif montagneux du Fouta-Djalon (actuelle Guinée), son pays natal est le royaume du Fouta-Toro (actuel Sénégal), d’où il démarre son djihad (guerre sainte) en 1850.
Ne réussissant pas à vaincre l’armée coloniale française, il va, après l’échec du siège du fort de Médine en juillet 1857, déplacer ses efforts vers l’est en attaquant les royaumes bambaras. Conquérant Ségou le 10 mars 1861, il en fait la capitale de son empire, en laissant la gestion un an plus tard à son fils Ahmadou Tall pour partir conquérir Hamdallaye, capitale de l’Empire peul du Macina. Il se réfugie à Deguembéré, près de Bandiagara. En 1864, il disparaît mystérieusement dans l’explosion de ses réserves de poudre.
Son neveu Tidiani Tall prend sa succession et installe la capitale de l’empire toucouleur à Bandiagara.
À Ségou, Ahmadou Tall continue de régner mais entre en conflit avec ses frères. En 1890, les Français entrent à Ségou en s’alliant avec les Bambaras. Ahmadou est obligé de s’enfuir à Sokoto, dans le nord du Nigeria et l'empire toucouleur disparaît.

## Notes et références

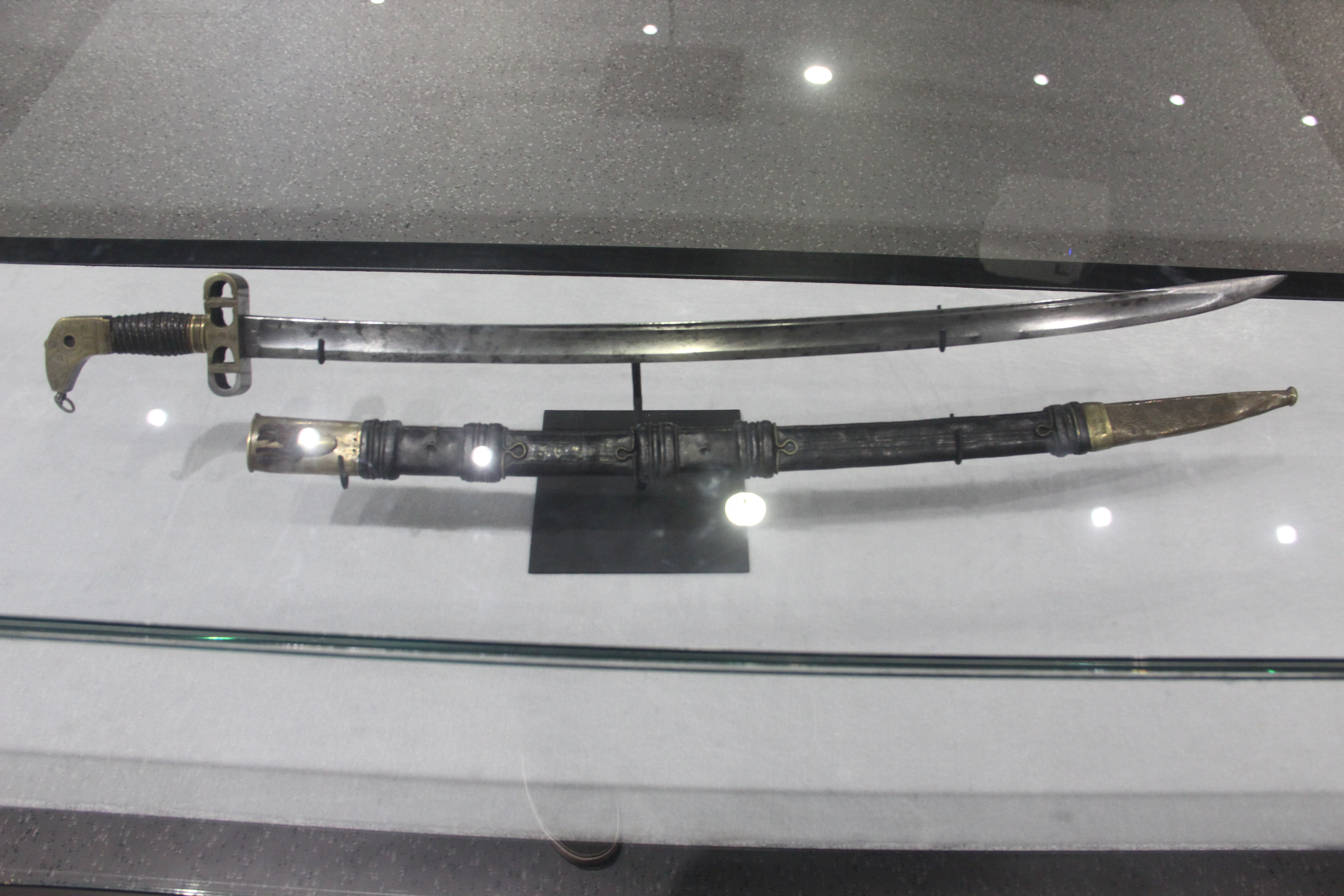
Le Sabre de El Hadj Oumar Tall

## Voir aussi

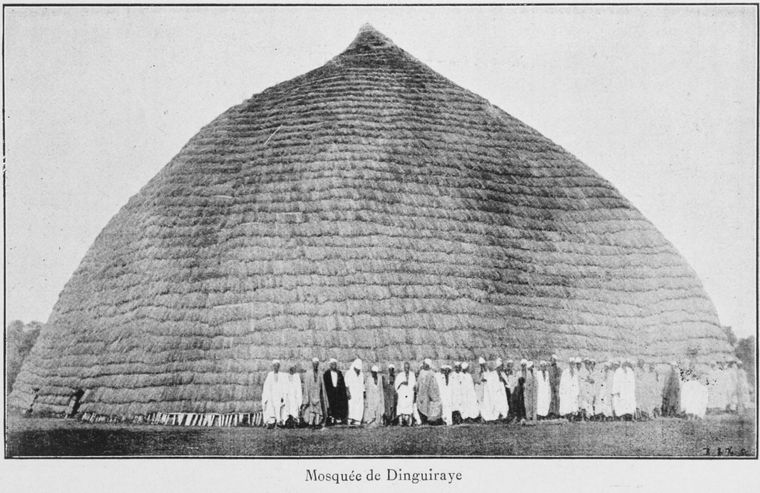
Mosquée de Dinguiraye construite par El Hadj Oumar Tall